# Любов (Киринський район)
Любо́в (рос. Любовь) — село у складі Киринського району Забайкальського краю, Росія. Адміністративний центр та єдиний населений пункт Любавинського сільського поселення.

## Населення
Населення — 737 осіб (2010; 951 у 2002).
Національний склад (станом на 2002 рік):
- росіяни — 99 %